# Фланг

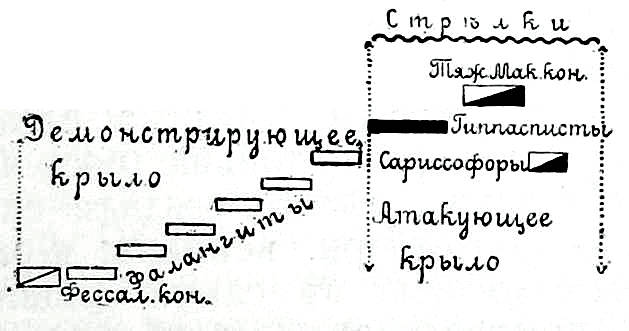
Демонстрирующее и Атакующее крыло, в македонском боевом порядке, рисунок из статьи «История военного искусства», «Военная энциклопедия Сытина»; 1913 год.

Фланг (нем. Flanke, фр. Flanc, от франкского, hianka — сторона) — правая и левая оконечности расположения войск (сил), боевого, производного порядка войск (сил) (подразделений, частей (кораблей) и тому подобное) или оперативного построения войск называемые правым и левым флангом — правый или левый край строя.
При поворотах строя название флангов (правый, левый) не меняется. Расстояние между флангами называется Ширина строя. Названия флангов рати (русского войска) в 30-е годы XI века было — «криле», позднее — крылья (одного — крыло) в Русской армии. В русских источниках с XII — XIV веков для обозначения флангов применялись слова: «сторона», «право», «лево».

в 1761-м состоял в легком корпусе при генерале Берге и был под Бригом, при сражении бреславльском с генералом Кноблохом и разных шармицелях, на сражении близ Штригау, при Грос- и Клейн-Вандриссе, где предводил крылом и две тысячи российского войска.— Автобиография (Суворов)
В шахматах — правая или левая сторона шахматной доски.

## Фланг в тактике
В тактике могут быть фланги каждого строя, боевого порядка, позиции, бивака, квартирного или сторожевого расположения, походной колонны и тому подобное;

## Фланг в стратегии
В стратегии различаются фланги армии при стратегическом её развертывании или при совершении марш-манёвра. Фланг есть слабая точка в расположении войск, наиболее чувствительная к ударам противника и в стратегии, и в тактике, так как войска могут развить наибольшую силу действия к стороне своего фронта. Поэтому атакующий старается нанести противнику удар во фланг, то есть произвести фланговую атаку.
Оконечности окопа заворачиваются в тыл на случай флангового огня со стороны неприятеля.

## Значение фланговых атак
Значение фланговых атак увеличивается с развитием огнестрельного действия; взяв позицию (боевой порядок) противника со стороны фланга под продольный или косвенный огонь, можно достигнуть гораздо большего поражения, чем при обстреливании с фронта; при таких условиях почти ни один снаряд не пропадает. С другой стороны, появление противника с флангов. производит сильное моральное впечатление на войска, которые отлично знают опасность продольного огня, а также и то, что в случае неудачи неприятель появится у них в тылу, захватит путь отступления, обозы, парки — одним словом, может лишить их всего необходимого для жизни и боя. Поэтому во всех положениях войск принимаются самые тщательные меры к обеспечению флангов и к своевременному предупреждению войск об угрожающей им опасности. С этою целью на походе выдвигаются в стороны и вперед боковые отряды, а в бою устраивается так называемое наблюдение за флангами, в большинстве случаев двоякое: дальнее, высылаемое на 1-3 км вперед, и от фланговых пехотных частей (фланговые дозоры) — ближнее, в 300—500 шагах в сторону от флангов и вперед. Для противодействия фланговым атакам принимается уступное расположение войск, подготовляются уступом за флангами запасные позиции, занимаемые войсками из резерва, или же резервы приближаются к опасным Ф. Для производства атаки во флангов надо охватить или обойти противника. И то, и другое сопряжено с опасностью: для охвата необходимо иметь более длинный боевой порядок, для обхода надо отделить особую часть войск; при равенстве сил охватывающий, растянувшись, может подвергнуться прорыву, обходящий может быть разбит по частям, а при неблагоприятных условиях — отброшен от своего пути отступления, то есть подвергнуться тому же, что готовил своему противнику. Таким образом, производство фланговых атак требует расчета и большого искусства со стороны маневрирующих войск. Стоит вспомнить, как поплатились австрийцы за свои попытки обходить армию Бонапарта в 1796-97 гг. (Кастильоне, Риволи) — и в то же время какие страшные удары наносил им же Наполеон при помощи обходов (Маренго 1800 г., Ульм 1805 г., Регенсбург 1809 г. и др.). Превосходные образцы обходов: в 1870 г. — бои 16 и 18 августа под Мецом, в войне 1877 г. — Авлиар 3 октября и Шипка-Шейново 27 и 28 декабря.

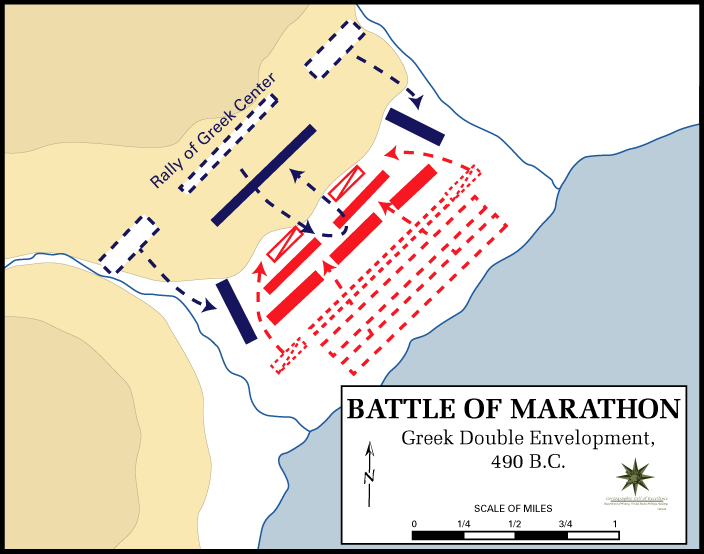
Битва при Марафоне 13 сентября 490 до н. е. — как пример флангового маневра
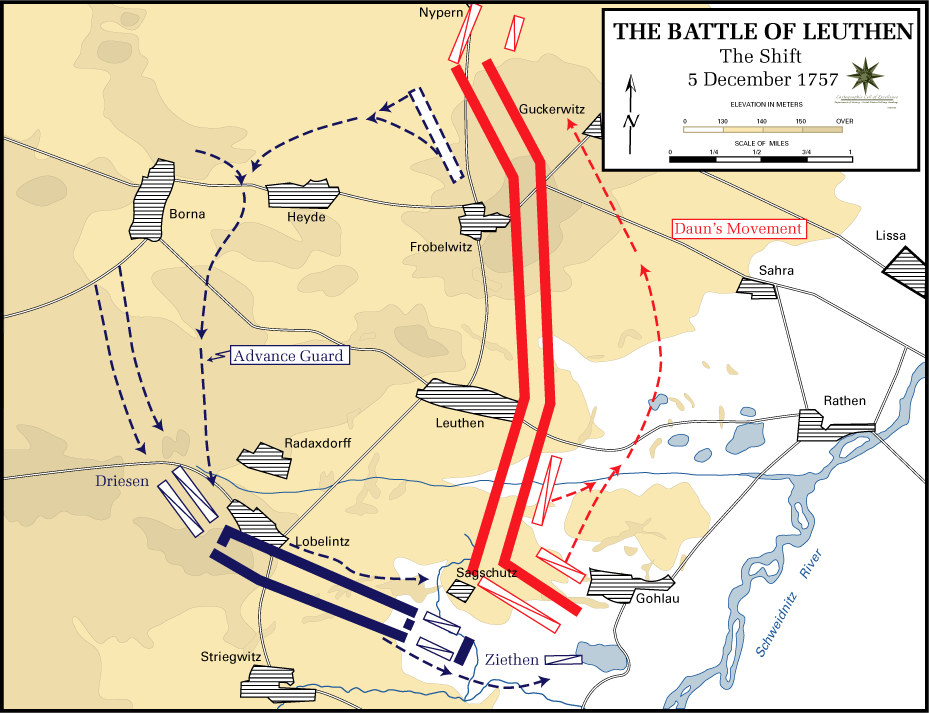
Схема битвы при Лейтене. Часть прусской пехоты начала фронтальную атаку, при этом Фридрих умело имитирует подготовку к атаке на правый фланг. В это время происходит скрытный маневр: за прикрытием холмов прусские колонны незаметно движутся в южном направлении. Прежде, чем австрийцы успевают разгадать замысел противника, Фридриху удаётся создать против их левого фланга подавляющее численное превосходство.